# Stereonephthya multispina
Stereonephthya multispina is een zachte koraalsoort uit de familie Alcyoniidae. De koraalsoort komt uit het geslacht Stereonephthya. Stereonephthya multispina werd in 1966 voor het eerst wetenschappelijk beschreven door Verseveldt. 